# Prats-de-Mollo-la-Preste (kanton)
Prats-de-Mollo-la-Preste var en fransk kanton fra 1790 til 2015 beliggende i departementet Pyrénées-Orientales i regionen Languedoc-Roussillon.
Prats-de-Mollo-la-Preste bestod i 2015 af 6 kommuner :
- Saint-Laurent-de-Cerdans
- Prats-de-Mollo-la-Preste (hovedby)
- Serralongue
- Coustouges
- Le Tech
- Lamanère